# Daniel Villalva
Daniel Alberto « Keko » Villalva Barrios est un footballeur argentin, né le 6 juillet 1992 en Argentine à Caá Catí. Il joue au poste d'attaquant de pointe ou de soutien et porte le numéro 9 avec le club mexicain de Veracruz.

## Biographie
Villalva est un joueur argentin issu du centre de formation de River Plate.

### Club
À ses débuts, il était considéré comme l'un des plus grands espoirs argentins.
En 2009, Alex Ferguson se serait montré intéressé par le jeune prodige argentin.
Il a joué 59 matches et a mis 6 buts durant ses 5 années passées à River Plate, en tant que professionnel.
Il quitte River Plate en 2014, club dans lequel il évoluait depuis ses 13 ans, pour le Mexique et le club de Veracruz.

### Sélection
Il est sélectionné régulièrement en équipe d'Argentine -17 ans.